# شوانتشنغ
شانشانغ (بالصينية: 宣城) هي مدينة من مدن الصين. يبلغ عدد سكانها 2794,000 نسمة حسب إحصائيات سنة 2011. تبلغ مساحتها 12340 كم².

## أعلام
- داي وي